# اچ‌ام‌اس ونریبل (۱۸۰۸)
اچ‌ام‌اس ونریبل (۱۸۰۸) (به انگلیسی: HMS Venerable (1808)) یک کشتی بود که طول آن ۱۷۴ فوت (۵۳ متر) بود. این کشتی در سال ۱۸۰۸ ساخته شد.